# Euxoa deficiens
Euxoa deficiens är en fjärilsart som beskrevs av Wagner 1913. Euxoa deficiens ingår i släktet Euxoa och familjen nattflyn. Inga underarter finns listade i Catalogue of Life.